# Road Tapes, Venue 2
Road Tapes, Venue 2 è un album dal vivo del musicista statunitense Frank Zappa, pubblicato postumo nel 2013 e registrato in Finlandia nel 1973.

## Tracce

### Disco 1
1. Introcious
2. The Eric Dolphy Memorial Barbecue
3. Kung Fu
4. Penguin in Bondage
5. Exercise #4
6. Dog Breath
7. The Dog Breath Variations
8. Uncle Meat
9. RDNZL
10. Montana
11. Your Teeth and Your Shoulders and Sometimes Your Foot Goes Like This . . . /Pojama Prelude
12. Dupree's Paradise
13. All Skate/Dun-Dun-Dun (The Finnish Hit Single)

### Disco 2
1. Village of the Sun
2. Echidna's Arf (Of You)
3. Don't You Ever Wash That Thing?
4. Big Swifty
5. Farther O'Blivion
6. Brown Shoes Don't Make It